# Victor Boistol
Victor Boistol (2 novembre 1951) è un ex cestista francese.

## Carriera
Con la Francia ha disputato i Campionati europei del 1979.